# 김해 영구암 칠성탱
김해 영구암 칠성탱(金海 靈龜庵 七星幀)은 대한민국 경상남도 김해시 영구암에 있는 대한제국시대의 불화이다. 2010년 10월 7일 경상남도의 문화재자료 제504호로 지정되었다.

## 개요
1911년~31년간 부산·경남 지역에서 불모로 활약했던 완호 낙현의 가장 이른 시기의 작품으로, 근대불화 중 비교적 화격이 돋보이는 작례이며 화풍에 있어 섬세한 안면부 표현, 착의의 장식문양 등에서 화격이 인정되는 중요한 문화재자료이다. 현재 삼방동에 위치한 영구암에 보관되어 있다.

## 참고 자료
- 김해 영구암 칠성탱 - 국가유산청 국가유산포털